# Макрон (спортна марка)
„Макрон“ (на италиански: Macron) е италианско предприятие за производство на спортно облекло със седалище във Валсамоджа.
Основано през 1971 година, първоначално то се занимава с внос на американски спортни продукти. През 2001 година започва да предлага под собствена марка облекло за професионалния футбол и през следващите години се налага като един от водещите европейски производители на облекло за отборни спортове. Към 2018 година има обем на продажбите около 98 млн. евро и 320 служители.